# Floder i Angola
Floder i Angola tar upp större floder som rinner ut i Atlanten och Zambesifloden, som  rinner österut till Indiska oceanen. Okavango rinner ut i ett endorheiskt träsk i Botswana.

## Atlanten
- Shiloango
- Kongofloden
  - Kasai (flod)
    - Kwango (flod)
      - Kwilu
- Dande
- Bengo (flod)
- Kwanza (flod)
  - Lucala
  - Luando
  - Cutato
  - Cunhinga
- Longa
- Rio Quicombo
- Cunene (flod)

## Indiska oceanen
- Zambezi
  - Cuandofloden
  - Luanginga
  - Lungwebungu
  - Lumbala
  - Luena

## Okavangodeltat
Okavango rinner ut i ett träsk i Botswana:
- Okavango (Rio Cubango på portugisiska)
  - Cuito